# 艾略特·斯皮策
艾略特·勞倫斯·斯皮策（英語：Eliot Laurence Spitzer，1959年6月10日—）是美國紐約州第54任州長，民主黨人。

## 生平
在2007年任州長前，他在1999－2006年擔任8年州檢察長。2006年州長選舉中勝出，結束共和黨在紐約州12年的主政。

## 醜聞下台
2008年3月，被揭發曾經在華府嫖妓，向公眾道歉。面對州議會彈劾的威脅，他在3月12日宣佈辭去擔任不到十五個月的州長職務，3月17日生效，並由副州長大衛·帕特森繼任。

## 家庭
斯皮策在1987年與西爾達結婚，她成長於浸信會家庭，是哈佛大學法律學院的畢業生。两人育有三女，但已於2013年離婚。